# 恵那市立山岡小学校
恵那市立山岡小学校（えなしりつ やまおかしょうがっこう）とは、岐阜県恵那市にある公立小学校。

## 通学区域
- 通学区域は山岡町全域である。公立中学校の進学先は恵那市立山岡中学校である[1]。

## 沿革
（沿革節の主要な出典は公式サイト）
- 1964年（昭和39年）4月1日 - 山岡東小学校と山岡西小学校が統合され、新たに山岡町立山岡小学校として開校。名目上の統合であり、旧・山岡東小学校を東教室、旧・山岡西小学校を西教室とする。旧・山岡東小学校から久保原分校、峰山分校、旧・山岡西小学校から田代分校を継承する。
- 1966年（昭和41年）
  - 3月 - 峰山分校を廃止。
  - 4月 - 現在地に統合校舎が完成。東教室、西教室を廃止。
- 1974年（昭和49年）3月 - 久保原分校を廃止。
- 1982年（昭和57年）6月 - 田代分校を廃止。
- 2004年（平成16年）10月25日 - 恵那市、岩村町、山岡町、明智町、上矢作町、串原村が合併、恵那市が発足。同時に恵那市立山岡小学校に改称する。
- 2009年（平成21年） - 屋内運動場が完成。
- 2010年（平成22年） - 現在の校舎、屋外運動場が完成。